# فرانسیس هاوکسبی

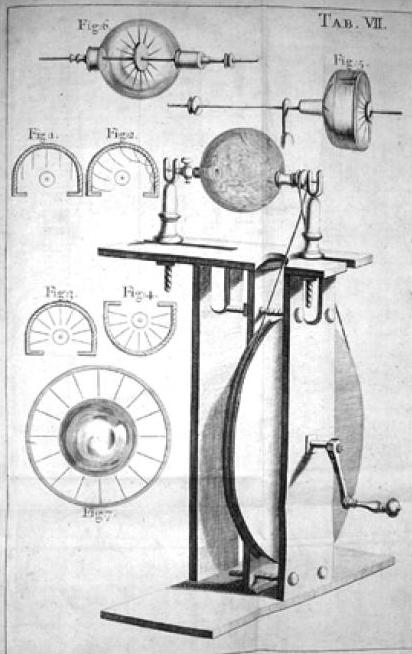
ژنراتور ساخته‌شده توسط فرانسیس هاوکسبی

فرانسیس هاوکسبی (به انگلیسی: Francis Hauksbee؛ ۱۶۶۰ – ۲۹ آوریل ۱۷۱۳) فیزیک‌دان و ریاضی‌دان اهل انگلستان بود. وی از پیشگامان کشف الکترون و بررسی خواص الکتروستاتیک بود.